# 황부선
황부선(黃步燊(황보신), 1868년 3월 2일 ~ 1959년 8월 26일)은 청나라의 관료이자 중화민국의 서예가 겸 시문학가이다.

## 생애
청나라 푸젠성 융타이에서 출생하였으며 지난날 한때 청나라 푸젠성 푸저우에서 잠시 유아기를 보낸 적이 있는 그는 1886년 진사시(進士試)에 합격하였으며 같은 해 청나라 삼등어전시위관 직책에 임명되어 1889년까지 3년간 재직하였으며 그 후 국영도사 직책에 3년간 재직하다가 1892년에 전격적으로 청나라 관직에서 출사 6년여만에 은퇴하였다. 그 후 1896년 청나라 타이완 성 신베이로 이주하여 여생과 만년을 신베이에서 지내면서 그 후 신베이에서 신해혁명(辛亥革命)과 중화민국 개창을 모두 목도하였으며 그 이후로도 자유신선주의(自由神仙主義)를 표방하는 등 불교 성향 시문학가 겸 서예가로 활동하였다.